# Märtha Knöös
Anna Märtha Ingeborg Knöös, född 18 april 1902 i Lund, död 18 november 1976 i Lund, var en svensk målare.
Hon var dotter till kyrkoherden August Alfred Knöös och Olga Teodora Fjellander samt syster till Helge Knöös. Hon studerade vid Skånska målarskolan i Malmö 1950-1954 och för Conrad Kickert i Paris samt under studieresor till Italien. Separat ställde hon ut på konstsalong Rålambshof i Stockholm och hon medverkade i samlingsutställningar med Trelleborgs konstförening. Hennes konst består av porträtt, figurer, landskap, gatu- och strandmotiv, samt stilleben i olja eller pastell och glasmålningar för kyrkfönster. Knöös är gravsatt i minneslunden på Norra kyrkogården i Lund.